# Herry

Herry este o comună în departamentul Cher, Franța. În 1 ianuarie 2022 avea o populație de 959 de locuitori.